# Berkay Velivar
Abdullah Berkay Velivar (* 16. August 1993 in Manisa) ist ein türkischer Fußballspieler.

## Karriere
Er wurde in der Jugend von Manisaspor ausgebildet und unterschrieb 2008 seinen ersten Profivertrag, spielte jedoch weiterhin für die zweite Mannschaft. Sein Debüt gab er schließlich am 31. Spieltag der Zweitliga-Saison 2012/13 bei einer 0:1-Heimniederlage gegen Denizlispor. Er wurde in der 87. Minute für Hasan Ali Durtuluk eingewechselt.
Um Erfahrung zu sammeln, wurde Velivar zweimal an Bergama Belediyespor verliehen, wo er insgesamt auf 32 Einsätze kam. Sein einziges Tor erzielte er hierbei gegen Silivrispor, das Spiel endete mit 3:3.